# Radmila Šekerinska
Radmila Šekerinska Jankovska (în macedoneană Радмила Шекеринска Јанковска; n. 10 iunie 1972, Skopje, Republica Socialistă Macedonia, RSF Iugoslavia) este un politician din Macedonia de Nord, fostă ministră a apărării⁠(d) din această țară și fost lider al Uniunii Social Democrate din Macedonia⁠(d) (SDSM). Šekerinska a fost anterior viceprim-ministră pentru integrare europeană și coordonatoare națională pentru asistența externă a Macedoniei de Nord și a fost, de asemenea, prim-ministră interimară a Macedoniei de Nord din 12 mai 2004 până în 12 iunie 2004 și din 3 noiembrie 2004 până în 15 decembrie 2004. Ea a fost aleasă la 5 noiembrie 2006 lider SDSM. Ea este prima femeie prim-ministră (interimar) a Macedoniei de Nord.
Šekerinska a fost aleasă președintă a Uniunii Social Democrate din Macedonia la Congresul partidului în urma unei moțiuni de cenzură împotriva fostului lider Vlado Bučkovski⁠(d). Ea a părăsit funcția după congresul partidului din septembrie 2008. Zoran Zaev a fost numit succesorul ei până în mai 2009, când s-a încheiat mandatul președintelui Branko Crvenkovski.
În timpul mandatului său de viceprim-ministru responsabil pentru Afaceri Europene, Consiliul European, în decembrie 2005, a acordat Macedoniei de Nord statutul de țară candidată la aderarea la Uniunea Europeană.

## Educație
Šekerinska a absolvit Facultatea de Inginerie Electrică din Skopje în 1995 cu o diplomă în Inginerie energetică. Ea deține o diplomă de master de la Facultatea de Drept și Diplomație Fletcher⁠(d), Universitatea Tufts⁠(d), din Statele Unite, pe care a obținut-o în 2007.
Radmila Sekerinska vorbește fluent engleza, franceza, sârba și croata.

## Carieră politică
Šekerinska s-a implicat în Institutul pentru Societatea Deschisă al lui George Soros și, în 1996, a câștigat un loc în Consiliul local al orașului Skopje, poziție pe care a deținut-o până când a fost aleasă în parlamentul macedonean în 1998. Ulterior, ea a devenit vicepreședintă a Uniunii Social Democrate din Macedonia (SDSM). Este membră a președinției Partidului Socialiștilor Europeni cu care este asociat SDSM.
Din 1997 până în 2002, Šekerinska a lucrat ca asistentă la Facultatea de Inginerie electrică din Skopje, în timp ce în 1998 a fost aleasă ca membru al Adunării Republicii Macedonia. Ea a fost coordonatore adjunctă a grupului parlamentar al Uniunii Social-Democrate din Macedonia (SDUM) și a fost membră a mai multor comisii parlamentare.
Šekerinska a primit un al doilea mandat de deputată la alegerile parlamentare din 2002, când a fost numită imediat vicepremier al Republicii Macedonia responsabilă pentru integrarea europeană. A servit ca purtătoare de cuvânt în campania de succes a lui Branko Crvenkovski pentru președinția macedoneană în perioada martie-aprilie 2004, iar apoi a ocupat funcția de prim-ministru interimar timp de trei săptămâni, după ce Crvenkovski a demisionat pentru a deveni președinte. La 3 iunie 2004 Šekerinska a fost din nou numită viceprim-ministră în guvernul prim-ministrului Hari Kostov⁠(d).

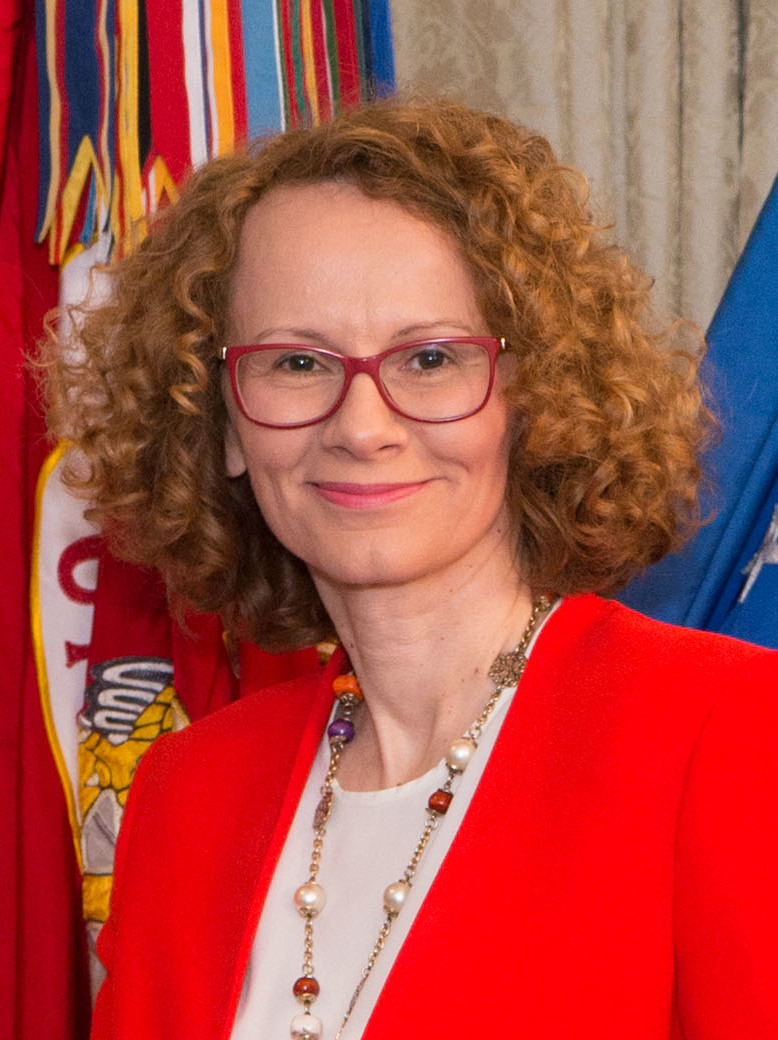
Šekerinska în timpul vizitei sale la Pentagon în 2018

La 1 mai 2018, Šekerinska și secretarul american al apărării James Mattis s-au întâlnit la Pentagonul din Virginia pentru a discuta despre relația de apărare dintre Macedonia și Statele Unite. În plus, cei doi au discutat despre disputa dintre Macedonia și Grecia privind denumirea țării, dispută care împiedică aderarea primei la UE și NATO, precum și despre angajamentul Macedoniei de a cheltui 2% din PIB pentru apărare.
La 15 octombrie 2022 a fost aleasă ca unul dintre vicepreședinții Partidului Socialiștilor Europeni iar 19 noiembrie 2024 a fost numită secretar general adjunct la NATO.

## Alte activități
- Consiliul European pentru Relații Externe (European Council on Foreign Relations ECFR), membră

## Recunoaștere
Šekerinska este o câștigătoare a premiului „Global Leaders of Tomorrow”, acordat sub auspiciile Forumului Economic Mondial.